# Ричардтон (Северна Дакота)
Ричардтон (енгл. Richardton) град је у америчкој савезној држави Северна Дакота.

## Демографија
По попису из 2010. године број становника је 529, што је 90 (-14,5%) становника мање него 2000. године.
| Група             | 2000.       | 2010.       |
| Белци             | 613 (99,0%) | 511 (96,6%) |
| Афроамериканци    | 1 (0,2%)    | 0 (0,0%)    |
| Азијати           | 1 (0,2%)    | 1 (0,2%)    |
| Хиспаноамериканци | 2 (0,3%)    | 12 (2,3%)   |
| Укупно            | 619         | 529         |